# Jean II Jouvenel des Ursins
Pour les autres membres de la famille, voir Famille Jouvenel des Ursins.
Pour son père, voir Jean Jouvenel des Ursins.
Jean II Jouvenel des Ursins, ou Jehan Juvenal des Ursins, né le 23 novembre 1388 à Paris et mort le 14 juillet 1473, fils de Jean Jouvenel des Ursins et de Michelle de Vitry, est un historien, diplomate et prélat français.

## Biographie
Il étudia le droit civil et canonique, et fit une carrière dans les ordres et dans la diplomatie.
En 1429, avocat du roi, chapelain du roi, archiprêtre de Carmaing, doyen d'Avranches, il succédera en 1432 à Pierre Cauchon en tant qu'évêque de Beauvais. En 1444, il est nommé évêque de Laon et en 1449, il remplace son frère Jacques à la tête de l'archevêché de Reims. Il se montra habile dans les négociations. Il présida le procès chargé de la réhabilitation de Jeanne d'Arc. Le 15 août 1461, il sacra le roi Louis XI de France en la cathédrale de Reims. Il fut aussi historien.
C'est Jean II Jouvenel des Ursins qui latinisa le nom de Jouvenel en Juvénal et ajouta le nom d'Ursins (Orsini).

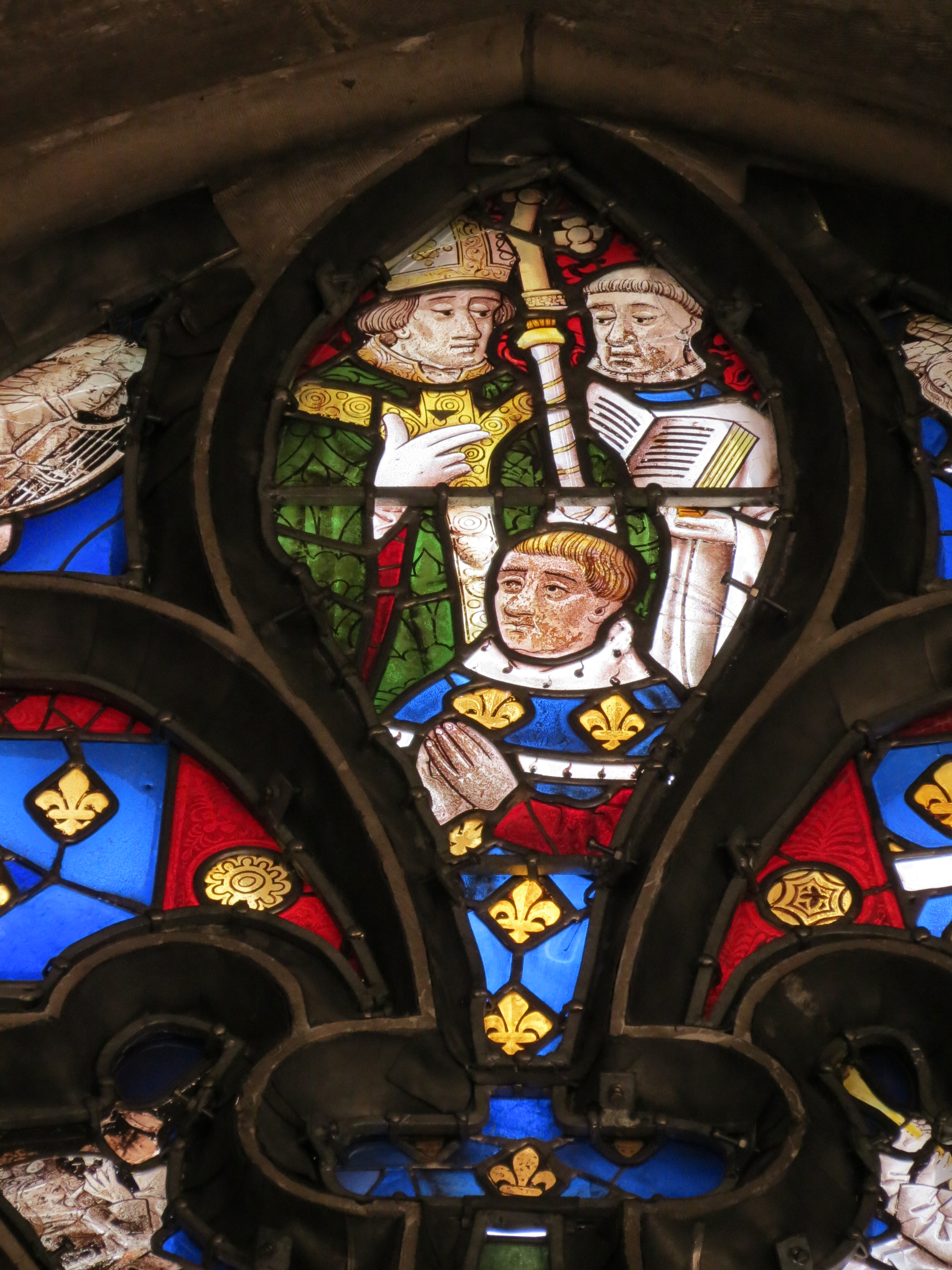
Jean Jouvenel des Ursins sacre Louis XI à Reims

## Œuvres attribuées àJeanIIJouvenel des Ursins
- Histoire de Charles VI. Roy de France, et des choses mémorables advenues durant quarante-deux années de son regne depuis 1380 jusqu'en 1422 (attribution traditionnelle à Jean Jouvenel des Ursins, mais très fortement mise en doute de nos jours : on parle désormais de la Chronique dite de Jouvenel des Ursins) ;
- Epistre aux États tenus a Blois, l’an mil quatre cents trene-tois (vers 1433) ;
- Dissertation sur la Pais d’Arras (vers 1435) ;
- Advis a ceux qui ont le gouvernement de la juridication tant spirituel que temporelle (vers 1432, mais avant de 1445) ;
- Épistre adressant au Roy, a l’occasion de l’Assemblé d’Orléans(1440) ;
- Mémoires et titres extraits du trésor des chartres et dressés par l’ordre du Roy touchant les droits respectifs des maisons de Valois et d'Angleterre à la Couronne de France (1444)[2]
- Traité du Chancelier (1445) ;
- Remontance au Roy pour la réformation du Royaume. Principalement concernant les gens d’Église (vers 1453) ;
- Lettre de Convocation a un concile ;
- Exhortation au roi de faire miséricorde au duc d’Alençon (1458) ;
- Harangue au roi Louis XI, a son avènement (1461) ;
- Harangue auz États de Tours (1467)[3].

### Sources et bibliographie
- P.S. Lewis, Écrits politiques de Jean Juvénal des Ursins, t. I, 1978, t. II, 1985 et t. III, 1993.
- G. Naegle, "Qui desiderat pacem parat bellum. Guerre et paix chez Jean Juvénal des Ursins et Enea Silvio Piccolomini", dans Faire la paix et se défendre à la fin du Moyen Âge, éd. G. Naegle, Munich, 2012, p. 267-314.
- Georges Minois, Charles VII : Un roi shakespearien, Librairie Académique Perrin, 2004  (ISBN 978-2262021276)
- Pierre-Louis Péchenard, Jean Juvénal des Ursins: historien de Charles VI, Évêque de Beauvais et de Laon, Archevêque-Duc de Reims : étude sur sa vie & ses œuvres, thèse de doctorat ès-lettres, Paris : E. Thorin, 1876, 468 p.
- A. Rigaudière, "Le prince et la loi d'après Jean Juvénal des Ursins", dans Le prince et la norme : ce que légiférer veut dire, éd. J. Hoareau-Dodinau, G. Métairie, P. Texier, Presses universitaires de Limoges, 2007, p. 81-115.
- A. Rigaudière, "Jean Juvénal des Ursins, précurseur de l'absolutisme", dans L'absolutisme, un concept irremplaçable ? Une mise au point franco-allemande, éd. L. Schilling, Munich, 2008, p. 55-106.
- A. Vallet de Viriville, « Jean Juvenel des Ursins », in Didot, La Nouvelle Biographie générale, t. XLV, 1866, p. 805-810 .